# Agelasta birmanensis
Agelasta birmanensis är en skalbaggsart som först beskrevs av Stefan von Breuning 1935.  Agelasta birmanensis ingår i släktet Agelasta och familjen långhorningar.
Artens utbredningsområde är Burma. Inga underarter finns listade i Catalogue of Life.